# Kin Endate
Kin Endate (円館金)  (nacido en Iwaizumi, Prefectura de Iwate, Japón, el 15 de diciembre de 1960) es un astrónomo aficionado japonés, prolífico descubridor de asteroides, la mayoría de ellos en colaboración con Kazuro Watanabe.
Kin Endate se trasladó a Hokkaido para estudiar fotografía en la Hokkaido Designers School. Comenzó a interesarse por la astrofotografía en el instituto, aunque no empezó en serio con las observaciones de los asteroides hasta 1986.

## Descubrimientos
Entre 1987 y 2009 descubrió 626 asteroides  de los que  571 fueron descubiertos en colaboración con Kazuro Watanabe (entre 1987 y 1997) y 55 fueron descubiertos en solitario (entre 1996 y 2009). La mayor parte de los asteroides renombrados descubiertos por él están nombrados en honor a personalidades de la cultura china y japonesa. El Minor Planet Center acredita sus descubrimientos como K. Endate.
Entre sus descubrimientos más notables figuran (5648) 1990 VU1, un asteroide troyano de Júpiter,  y el  ’’Mars-crosser’’ (6500) Kodaira. También fotografió por primera vez del Cometa Shoemaker-Levy 9 con su telescopio privado el 15 de marzo de 1993, diez días antes de su descubrimiento oficial, pero Kin, que buscaba específicamente asteroides, no reconoció el cometa entre sus imágenes hasta después del descubrimiento.

## Epónimos
El asteroide del cinturón principal (4282) Endate descubierto en 1987 por sus colegas Seiji Ueda y Hiroshi Kaneda, fue nombrado en su honor.